# Piotrowice (okres Otwock)
Piotrowice je vesnice v Polsku, součást městsko-vesnické gminy Karczew v okrese Otwock v Mazovském vojvodství.
Vlastní vesnice Piotrowice čítá 352 obyvatel. První zmínka o lokalitě pochází z 11. století.